# Épicormique

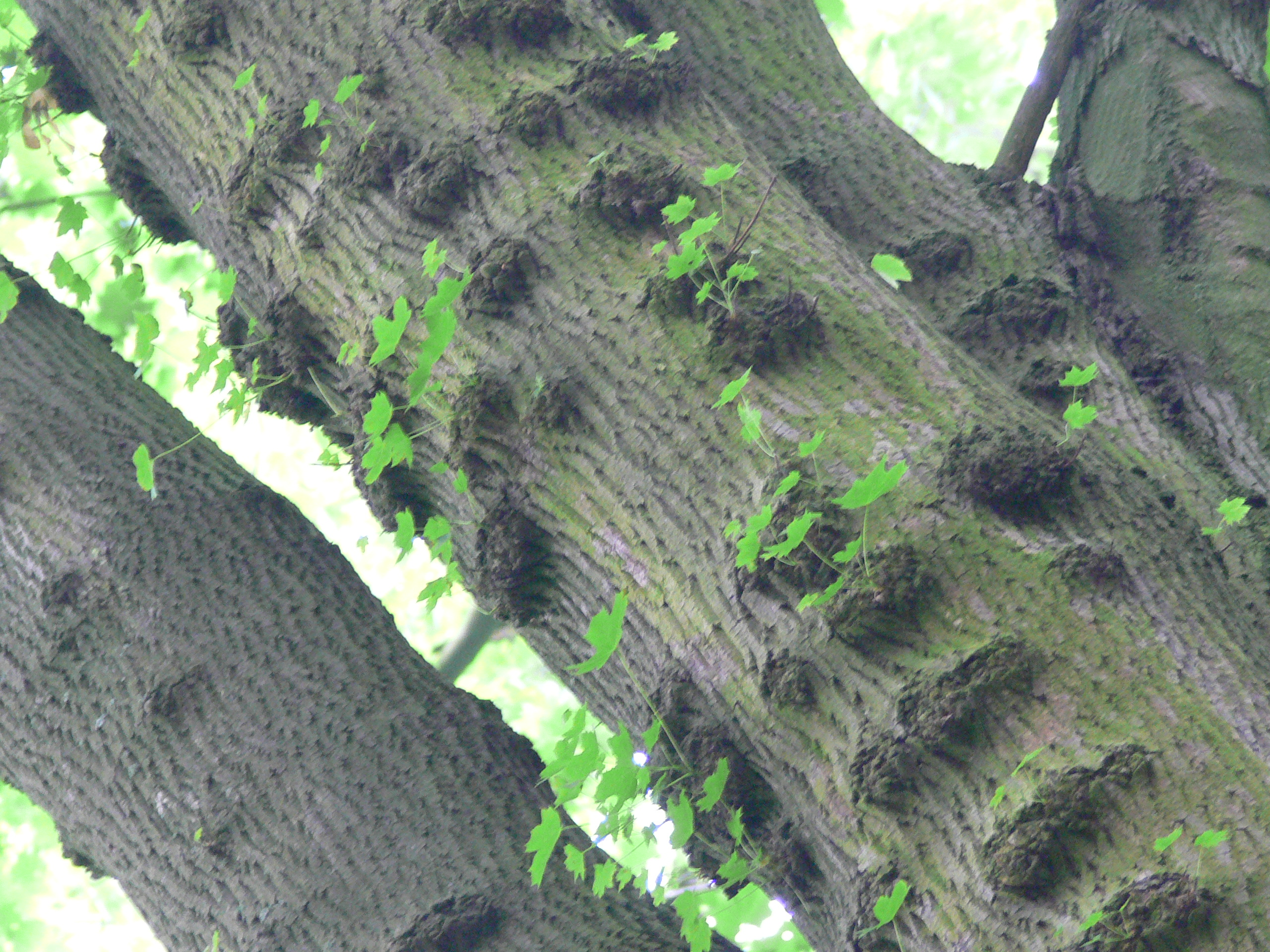
Agglomération dense de broussins mettant en évidence le développement de bourgeons épicormiques, qui ici ne produiront finalement pas de branches à la suite d'un ombrage trop important en été.

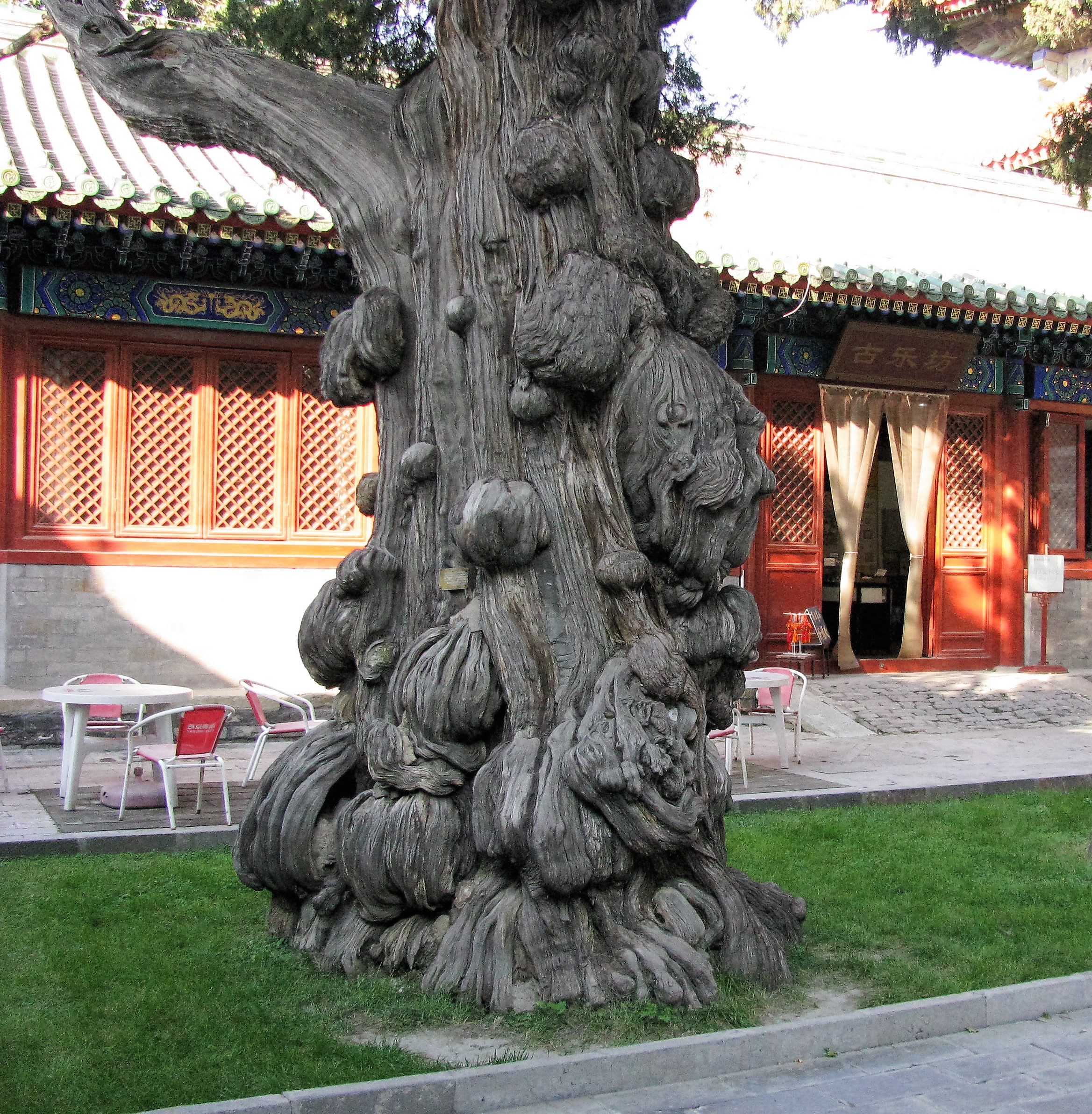
Multiples broussins sur un cyprès plusieurs fois centenaire au Temple de Confucius de Pékin, Chine.

Le mot et adjectif épicormique (du grec epi, « sur », et kormos, « cormus », « tronc ») désigne toutes les formations apparaissant à la surface des troncs ou des branches maîtresses des arbres vivants, issues de bourgeons « repoussés » par la croissance cambiale à la périphérie sur le tronc (d'où l'adjectif épicormique). Ces structures épicormiques regroupent principalement les bourgeons épicormiques, picots, amas, gourmands, poils et broussins (ou brognes).
Les épicormiques sont issus de bourgeons proventifs se développant en position habituelle à l'aisselle d'une feuille, ce qui les différencie des bourgeons adventifs (se développant en circonstance et position inhabituelles). La prolifération de termes à la définition pas encore fixée (épicormiques, gourmands, rejets, suppléants, ou en architecture végétale, « réitération retardée ou différée ») employés différemment selon les époques, les milieux (sylviculteur, forestier, arboriculteur, paysagiste), est le reflet de la lente évolution des connaissances.
Ces formations sont des moyens de défense pour l'arbre. Elles lui permettent par exemple de reconstituer des parties endommagées du houppier par des vagues d’attaques parasitaires, des tempêtes, des tailles drastiques (émondage) ou de profiter d'une trouée de lumière pour accroître sa surface foliaire. Elles sont un défaut pour le sylviculteur craignant notamment les bourgeons épicormiques qui — s'ils poussent en groupe sur le tronc ou se transforment en branche gourmande — altèrent l'aspect du bois (légère coloration à l'endroit d'un bourgeon épicormique), en diminuant sa valeur commerciale.

## Origine
Toutes ces structures épicormiques proviennent du développement d'un bourgeon épicormique qui est un bourgeon axillaire proventif restant latent plus d'une saison de végétation, pouvant persister des dizaines d'années à surface de l'écorce (40 ans chez le chêne sessile).  Cet état de bourgeon dormant est dû à une inhibition hormonale qui favorise habituellement la croissance des bourgeons terminaux (phénomène de dominance apicale). La reprise d'activité de ce bourgeon est déclenchée par des stimuli interprétés comme une adaptation des arbres à de nouvelles ressources du milieu (lumière, eau, éléments minéraux) rendues disponibles à la suite d'une ouverture du peuplement, naturelle (par dégâts de tempête) ou artiﬁcielle (ouverture de route ou passage de ligne électrique…), ou à des stress dus à une station défavorable (humidité trop grande, sécheresse trop accentuée, abroutissement répété, etc.), à des accidents (blessure, infection, incendie, bris de cime, etc.), ou sanctionnant une sylviculture inadaptée (manque de lumière par un peuplement maintenu trop dense ou trop pur, excès de lumière latérale par une éclaircie trop brutale…).
Une fois apparues, certaines structures épicormiques évoluent avec l'âge de l'arbre et selon l'essence et le contexte considéré, mais elles peuvent perdurer toute la vie de l'arbre.
Selon la théorie du relais, tout se passe comme si les nombreux bourgeons épicormiques à la base des branches prennent le relais en cas de stress pour « refabriquer » des rameaux feuillés et rééquilibrer le houppier.

## Le cas des bourgeons épicormiques

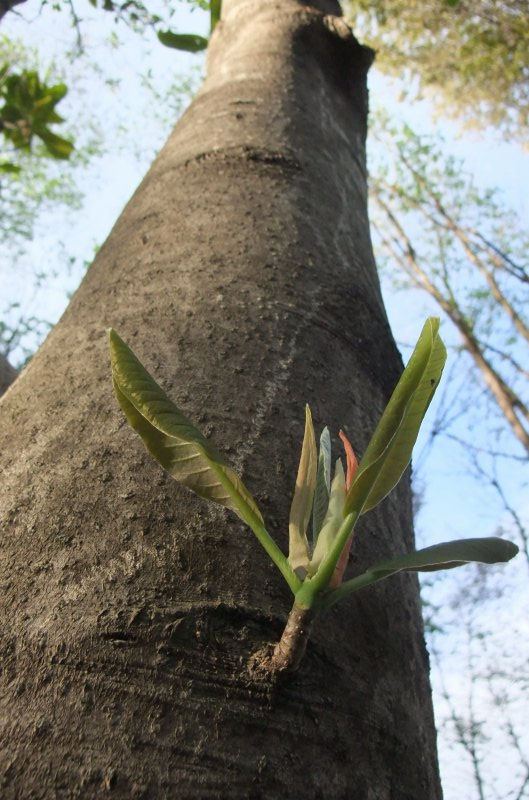
Bourgeon épicormique sur le tronc de Magnolia obovata.

Les bourgeons épicormiques ne s'étant pas développés en ramification avant la fin de l'année suivant leur mise en place, se retrouvent « repoussés » par la croissance cambiale à la périphérie sur le tronc. Ils sont composés d'un méristème terminal entouré d'écailles à la base desquelles de nouveaux bourgeons sont produits en continu, durant la croissance de l'arbre, mais la plupart mourront.
- On les dits primaires quand ce sont des bourgeons axillaires primaires non développés.
- Ils sont dits secondaires s'ils apparaissent à la suite du développement ou de la mort d'un bourgeon axillaire primaire.

Les traces colorées laissées dans le bois par ces bourgeons sont d'origine vasculaire et proviendraient du cambium de l'arbre et non du bourgeon même.

## Potentiel épicormique
En sylviculture, le potentiel épicormique d'un arbre est donné par le nombre de bourgeons épicormiques (primaires et secondaires) présents à un moment donné pour une unité de longueur définie. Dans la forêt, ces bourgeons sont normalement rares, mais ils peuvent apparaître brutalement à la suite d'une mise en lumière (trouée, chablis) qui réveille ce potentiel sur le tronc et les branches charpentières. Inversement, l'ombre, le froid tardif, des insectes ou maladies peuvent diminuer ce potentiel par exemple en transformant des bourgeons épicormiques en gourmands ou en les tuant.
Certaines pratiques sylvicoles ou de gestion des arbres d'ornement, ou fruitiers cherchent à éliminer les épicormiques du tronc pour le rendre plus rectiligne et produire un bois sans traces colorées, ou simplement bien rectiligne ; par l'émondage traditionnel d'arbres isolés, ou d'arbres émergeant du bocage par exemple. Dans une forêt dense l'ombre et un certain autoélagage joue ce rôle naturellement, mais les coupes d'éclaircies peuvent induire la pousse de centaines gourmands sur les troncs. Ils sont parfois coupés à la main par le forestier, au moyen d'outils spéciaux, mais au risque de provoquer des plaies vectrices de maladies pour l'arbre.
En lisière ou après des coupes rases, des épicormiques se développent sur les semenciers conservés pour la régénération naturelle ou les arbres brutalement exposés au soleil.

## Structures et pousses épicormiques
Elles regroupent :
- Bourgeons,
- Amas, poils, picots,
- Gourmands (et branches gourmandes),
- Sphéroblastes[9],
- Broussins.

## Risque de confusion
Les balais de sorcière peuvent être à tort considérés comme une concentration de rameaux épicormiques en touffe dense servant de support à des nids d’oiseaux ou d’habitat à certains coléoptères. Ces balais de sorcière, d'origine parasitaire, fongique, tumorale ou microbienne, sont en fait différents des épicormiques car issus du développement de bourgeons adventifs et non proventifs.
Les rejets sont issus de bourgeons adventifs ou proventifs.